# 川岛镇
川岛镇，是中华人民共和国广东省江门市台山市下辖的一个乡镇级行政单位。大广海湾经济区所涵盖区域。

## 行政区划
川岛镇下辖以下地区：
三洲社区、略尾社区、山咀村、甫草村、沙堤村、大洲村、飞东村、马山村、高笋村、水平村、塔边村、独湾村、芙湾村、川西村、川东村、茅湾村、联南村、家槟村和茫洲村。